# Liste der Fluggesellschaften in Namibia
Dies ist eine Liste der Fluggesellschaften in Namibia die alle von der Namibia Civil Aviation Authority (bis 2016 Department of Civil Aviation) in Namibia zugelassen sind.

## Aktuelle Fluggesellschaften
| Gesellschaft         | ICAO | IATA | Gründung          | Bemerkungen                                                      |
| -------------------- | ---- | ---- | ----------------- | ---------------------------------------------------------------- |
| Bataleur Aviation    | ?    | ?    | 2006              | keine Linienflüge                                                |
| Bay Air Aviation     | N6   | NMD  | 1993              | keine Linienflüge                                                |
| Bushbird             | ?    | ?    | ?                 | keine Linienflüge                                                |
| Desert Air           | ?    | ?    | 1995              | keine Linienflüge                                                |
| Fly Etosha Airways   |      |      | 2023              | nationale, regionale und internationale Flüge geplant            |
| FlyNamibia           | WAA  | –    | 2021              | nationale und regionale Linienflüge; siehe auch Westair Aviation |
| Pleasure Flights     | ?    | ?    | 1993              | keine Linienflüge                                                |
| Scenic Air           | ENR  | ?    | 2001              | keine Linienflüge                                                |
| Wilderness Air       | SFE  | –    | 2007 (in Namibia) | Sefofane Air Charters (1991–28. Februar 2011) Linienflüge        |
| Trustco Air Services | ?    | ?    | 2008              | keine Linienflüge                                                |
| Westair Aviation     | WAA  | –    | 1967              | Charterflüge                                                     |
| Wings Over Africa    | ?    | ?    | 1998              | keine Linienflüge                                                |

## Ehemalige Fluggesellschaften
- Aerolift (2003–2006)
- Air Namibia (1947–2021); ehemals South West Air Transport, South West Airways, Oryx Aviation, Suidwes Lugdiens bzw. Namib Air
- Air Oasis
- Caprivi Airways (1978–1982)
- Comav Aviation (2003–2006)
- Eros Air
- FlyWestair (2019–2021) > FlyNamibia
- Hire & Fly (1977–1992) > Namibia Commercial Aviation
- Kalahari Express Airlines (1997–1998)
- Namib Air Xpress (2011 – nie geflogen)
- Namibia Commercial Aviation (1992–2010er Jahre)
- Namibia flyafrica (2014–2015)
- Olympia Air
- QuickJet Aviation (1999)
- South West African Airways (1930–1935)
- Trans Namibia Aviation (1990er Jahre)